# Persone di nome Giuseppina
| Questa pagina contiene informazioni ricavate automaticamente dalle voci biografiche con l'ausilio del template Bio e di un bot. L'aggiornamento è periodico e automatico e ricostruisce completamente la pagina. Se manca una persona in questa lista, sei pregato di non aggiungerla, ma accertati piuttosto che la sua voce biografica contenga il template Bio e che i dati anagrafici siano correttamente compilati. Se il template Bio manca, inseriscilo tu stesso o, in alternativa, metti l'avviso {{tmp\|Bio}} che ne segnala la mancanza. Se i dati riportati sono sbagliati, correggi direttamente la voce biografica; le modifiche saranno visibili in questa lista entro pochi giorni. Per chiarimenti vedi il progetto antroponimi. La lista contiene solo le 88 persone che sono citate nell'enciclopedia e per le quali è stato implementato correttamente il template Bio. Pagina aggiornata al 6 ago 2025. |

Questa è una lista di persone presenti nell'enciclopedia che hanno il nome Giuseppina, suddivise per attività principale.

## Altiste(1)
- Giuseppina Grassi, ex altista e ostacolista sammarinese (n. 1957)

## Antifasciste(1)
- Giuseppina Rippa, antifascista italiana (Marmirolo, n. 1915 - Mantova, † 1943)

## Artiste(1)
- Pippa Bacca, artista italiana (Paderno Dugnano, n. 1974 - Gebze, † 2008)

## Atlete paralimpiche(1)
- Giusy Versace, atleta paralimpica, conduttrice televisiva e politica italiana (Reggio Calabria, n. 1977)

## Attiviste(2)
- Giusi Nicolini, attivista e politica italiana (Lampedusa e Linosa, n. 1961)
- Giuseppina Zacco, attivista e politica italiana (Palermo, n. 1927 - Roma, † 2009)

## Attrici(5)
- Pina Borione, attrice italiana (Formello, n. 1902 - Bologna, † 1988)
- Giusy Buscemi, attrice e ex modella italiana (Mazara del Vallo, n. 1993)
- Pina Gallini, attrice italiana (Bondeno, n. 1888 - Bologna, † 1974)
- José Greci, attrice italiana (Ferrara, n. 1940 - Roma, † 2017)
- Pinuccia Nava, attrice italiana (Roma, n. 1920 - Milano, † 2006)

## Attrici teatrali(3)
- Giuseppina Giovanelli, attrice teatrale italiana (Rho, n. 1848 - Firenze, † 1890)
- Leontina Papà, attrice teatrale e attrice cinematografica italiana (Mogliano Veneto, n. 1842 - Roma, † 1922)
- Lina Volonghi, attrice teatrale, attrice televisiva e attrice cinematografica italiana (Genova, n. 1916 - Milano, † 1991)

## Avvocate(1)
- Giuseppina Occhionero, avvocata e politica italiana (Larino, n. 1978)

## Beate(1)
- Giuseppina Catanea, beata italiana (Napoli, n. 1896 - Napoli, † 1948)

## Biologhe(1)
- Giuseppina Pastori, biologa e fisica italiana (Milano, n. 1891 - Milano, † 1983)

## Calciatrici(1)
- Giuseppina Di Bari, calciatrice italiana (Bari, n. 1987)

## Cantanti(3)
- Giuseppina Gargano, cantante italiana (Catania, n. 1853 - Bologna, † 1939)
- Laura, cantante italiana (Palermo, n. 1958)
- Nuccia Natali, cantante italiana (Milano, n. 1907 - Milano, † 1963)

## Cestiste(3)
- Giusy Augetto, ex cestista italiana (Petralia Sottana, n. 1980)
- Giusy Cecchi, ex cestista italiana (Roma, n. 1959)
- Pina Tufano, ex cestista italiana (Somma Vesuviana, n. 1965)

## Contralti(1)
- Giuseppina Brambilla, contralto e soprano italiana (Cassano d'Adda, n. 1819 - Milano, † 1903)

## Danzatrici(2)
- Giuseppina Bozzacchi, danzatrice italiana (Milano, n. 1853 - Parigi, † 1870)
- Giuseppina Morlacchi, ballerina e attrice teatrale italiana (Milano, n. 1843 - Lowell, † 1886)

## Doppiatrici(2)
- Pinella Dragani, doppiatrice italiana (Roma, n. 1957)
- Giuppy Izzo, doppiatrice, attrice e direttrice del doppiaggio italiana (Roma, n. 1968)

## Fisiche(1)
- Giuseppina Aliverti, geofisica italiana (Somma Lombardo, n. 1894 - Napoli, † 1982)

## Ginnaste(1)
- Pina Cipriotto, ginnasta, velocista e ostacolista italiana (Muggia, n. 1911 - Cavi di Lavagna, † 1986)

## Giornaliste(2)
- Giusi Ferré, giornalista, saggista e opinionista italiana (Milano, n. 1946 - Milano, † 2022)
- Giuseppina Paterniti, giornalista, autrice televisiva e scrittrice italiana (Capo d'Orlando, n. 1956)

## Imprenditrici(2)
- Josè Rallo, imprenditrice italiana (Roma, n. 1964)
- Giuseppina Rizzoli Carraro, imprenditrice italiana (Nereto, n. 1916 - Milano, † 2005)

## Judoka(1)
- Giuseppina Macrì, judoka italiana (Crotone, n. 1974)

## Matematiche(1)
- Giuseppina Biggiogero Masotti, matematica italiana (Melegnano, n. 1894 - Milano, † 1977)

## Medici(1)
- Giuseppina Cattani, medico italiano (Imola, n. 1859 - Imola, † 1914)

## Mezzofondiste(1)
- Giuseppina Torello, mezzofondista italiana (Vicoforte, n. 1943 - Torino, † 2024)

## Mezzosoprani(2)
- Giuseppina Dalle Molle, mezzosoprano italiano (n. 1943)
- Giuseppina Pasqua, mezzosoprano e contralto italiano (Perugia, n. 1851 - Budrio, † 1930)

## Mistiche(1)
- Giuseppina Berettoni, mistica italiana (Roma, n. 1875 - Roma, † 1927)

## Ostacoliste(1)
- Giuseppina Cirulli, ex ostacolista e velocista italiana (Roma, n. 1959)

## Partigiane(2)
- Giuseppina Modena, partigiana italiana (Broni, n. 1903 - Broni, † 1988)
- Giuseppina Tuissi, partigiana e antifascista italiana (Abbiategrasso, n. 1923 - † 1945)

## Patriote(2)
- Giuseppina Panzica, patriota italiana (Caltanissetta, n. 1905 - Como, † 1976)
- Giuseppina Vadalà, patriota italiana (Messina, n. 1824 - Santiago del Cile, † 1914)

## Pedagogiste(2)
- Giuseppina Martinuzzi, pedagogista e giornalista italiana (Albona, n. 1844 - Albona, † 1925)
- Giuseppina Pizzigoni, pedagogista, educatrice e insegnante italiana (Milano, n. 1870 - Saronno, † 1947)

## Pittrici(1)
- Giuseppina Quaglia Borghese, pittrice italiana (Torino, n. 1764 - Torino, † 1831)

## Poetesse(2)
- Giuseppina Luongo, poetessa e saggista italiana (Altavilla Irpina, n. 1926 - Benevento, † 2023)
- Giuseppina Turrisi Colonna, poetessa e traduttrice italiana (Palermo, n. 1822 - Palermo, † 1848)

## Politiche(10)
- Giuseppina Bertone, politica italiana (Rivoli, n. 1938 - Rivoli, † 2023)
- Giuseppina Castiello, politica italiana (Afragola, n. 1971)
- Giuseppina Fasciani, politica e sindacalista italiana (Capistrello, n. 1953)
- Pina Maisano Grassi, politica italiana (Palermo, n. 1928 - Palermo, † 2016)
- Giuseppina Maturani, politica italiana (Giuliano di Roma, n. 1950)
- Giuseppina Palumbo, politica italiana (Milano, n. 1906 - † 1989)
- Pina Picierno, politica italiana (Santa Maria Capua Vetere, n. 1981)
- Giuseppina Princi, politica italiana (Reggio Calabria, n. 1972)
- Giuseppina Re, politica italiana (Pieve Porto Morone, n. 1913 - Cinisello Balsamo, † 2007)
- Giuseppina Servodio, politica italiana (Bari, n. 1950)

## Principesse(4)
- Giuseppina di Borbone-Spagna, principessa spagnola (Aranjuez, n. 1827 - Parigi, † 1910)
- Giuseppina di Baden, principessa (Mannheim, n. 1813 - Sigmaringen, † 1900)
- Giuseppina Carlotta del Belgio, principessa belga (Bruxelles, n. 1927 - Fischbach, † 2005)
- Giuseppina del Belgio, principessa belga (Bruxelles, n. 1872 - Namur, † 1958)

## Religiose(6)
- Giuseppina Arcucci, religiosa italiana (Palermo, n. 1860 - Ariano Irpino, † 1940)
- Giuseppina Bakhita, religiosa sudanese (Olgossa, n. 1869 - Schio, † 1947)
- Giuseppina Bonino, religiosa italiana (Savigliano, n. 1843 - Savona, † 1906)
- Giuseppina Nicoli, religiosa italiana (Casatisma, n. 1863 - Cagliari, † 1924)
- Pina Suriano, religiosa italiana (Partinico, n. 1915 - Partinico, † 1950)
- Giuseppina Vannini, religiosa italiana (Roma, n. 1859 - Roma, † 1911)

## Restauratrici(1)
- Pinin Brambilla Barcilon, restauratrice italiana (Monza, n. 1925 - Milano, † 2020)

## Schermitrici(1)
- Giuseppina Bersani, schermitrice italiana (Piacenza, n. 1949 - Piacenza, † 2023)

## Scrittrici(2)
- Ginevra Speraz, scrittrice, giornalista e traduttrice italiana (Mantova, n. 1865 - Buenos Aires, † 1936)
- Giuseppina Torregrossa, scrittrice italiana (Palermo, n. 1956)

## Soprani(3)
- Giuseppina Cobelli, soprano italiano (Maderno, Brescia, n. 1898 - Salò, † 1948)
- Giuseppina Finzi-Magrini, soprano italiano (Torino, n. 1878 - Desio, † 1944)
- Giuseppina Ronzi de Begnis, soprano italiano (Milano, n. 1800 - Firenze, † 1853)

## Sovrane(1)
- Giuseppina di Leuchtenberg, sovrana svedese (Milano, n. 1807 - Stoccolma, † 1876)

## Storiche dell'arte(1)
- Giuseppina Allegri Tassoni, storica dell'arte e saggista italiana (Vigatto, n. 1900 - Parma, † 1997)

## Supercentenarie(1)
- Giuseppina Projetto, supercentenaria italiana (La Maddalena, n. 1902 - Montelupo Fiorentino, † 2018)

## Velociste(1)
- Giuseppina Leone, ex velocista italiana (Torino, n. 1934)

## Senza attività specificata(5)
- Giuseppina Bollani, italiana (Milano, n. 1898 - Roma, † 1961)
- Giuseppina Croci, italiana (Castano Primo, n. 1863 - † 1955)
- Giuseppina Di Blasi, ex arciera italiana (Menfi, n. 1979)
- Gemelle Foglia, italiana (Torino, n. 1958)
- Giuseppina Raimondi, italiana (Fino Mornasco, n. 1841 - Birago, † 1918)